# Кул Герк
Клайв Кэмпбелл (род. 16 апреля 1955, Кингстон, Ямайка), более известный как Кул Герк (англ. Kool Herc) — американский диджей ямайского происхождения, которому приписывают вклад в развитие хип-хоп-музыки в Бронксе, Нью-Йорк, в 1970-х годах после вечеринки «Back to School Jam» на Седжвик-авеню, 1520, устроенной Клайвом и его младшей сестрой Синди 11 августа 1973 года.
С 1974 года Кэмпбелл начал выделять инструментальную часть фанк-записи, в которой подчёркивался удар барабанов — «брейк», — и переключаться с одного брейка на другой. Используя ту же установку с двумя проигрывателями, которую используют диско-диджеи, он использовал две копии одной и той же пластинки, чтобы продлить брейк. Этот брейкбит-диджеинг с использованием фанковых соло на барабанах лёг в основу создания хип-хоп-музыки. Хотя другие диджеи, такие как Грандмастер Флэш и Африка Бамбаатаа, усовершенствовали и повысили эту технику, именно Герку приписывают её создание.
С лета 1974 года на его уличных вечеринках в парке Сидар стали появляться танцоры, которые были ранними воплощениями танцоров брейк-данса 80-х годов. Он стал называть их «брейк-бойз» и «брейк-гёрлз» или просто би-боями и би-гёрлами. Объявления и призывы Кэмпбелла к танцорам привели к появлению синкопированного ритмично произнесённого аккомпанемента, теперь известного как рэп.

## Биография

### Ранняя жизнь и образование

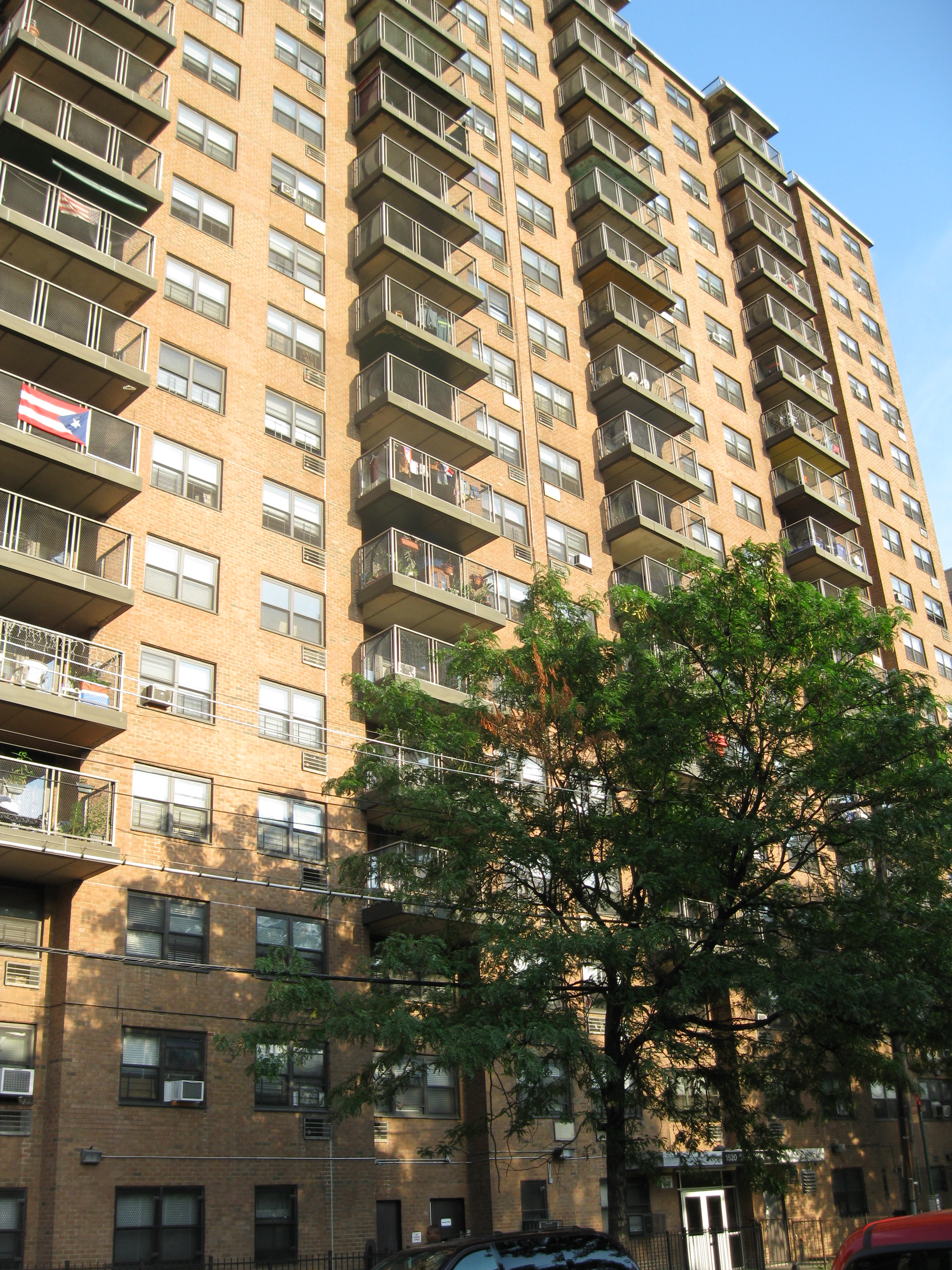
Фасад Седжвик-авеню, 1520, где Кэмпбелл жил со своей семьёй и устраивал свои первые вечеринки.

Клайв Кэмпбелл был первым из шести детей, родившихся у Кита и Нетти Кэмпбелл в Кингстоне, столице Ямайки, расположенной в Вест-Индии. В детстве он видел и слышал ямайские саунд-системы на вечеринках по соседству, называемых дэнсхоллами, и сопровождающую их речь диджеев, известную как произношение слов нараспев. В ноябре 1967 года, когда ему было 12 лет, его семья эмигрировала в Западный Бронкс, Нью-Йорк, где жила по адресу Седжвик-авеню, 1520.
Кэмпбелл учился в средней школе карьеры и технического образования Альфреда Э. Смита в Бронксе, где его рост, телосложение и манера поведения на баскетбольной площадке побудили других детей прозвать его «Геркулесом». После физической ссоры со школьными хулиганами «Пятипроцентники» пришли на помощь Герку, подружились с ним и, как выразился Герк, помогли «американизировать» его, дав ему образование в области уличной культуры Нью-Йорка. Он начал работать с граффити-командой под названием Ex-Vandals, взяв себе имя Kool Herc (Кул Герк). Осенью 1970 года Герк уговорил отца купить ему копию сингла «Sex Machine» Джеймса Брауна, записи, которой не было у многих его друзей, и которую они приходили к нему послушать в комнату отдыха в их здании по адресу Седжвик-авеню, 1520.

### Вечеринки в комнате отдыха (1973—1974)

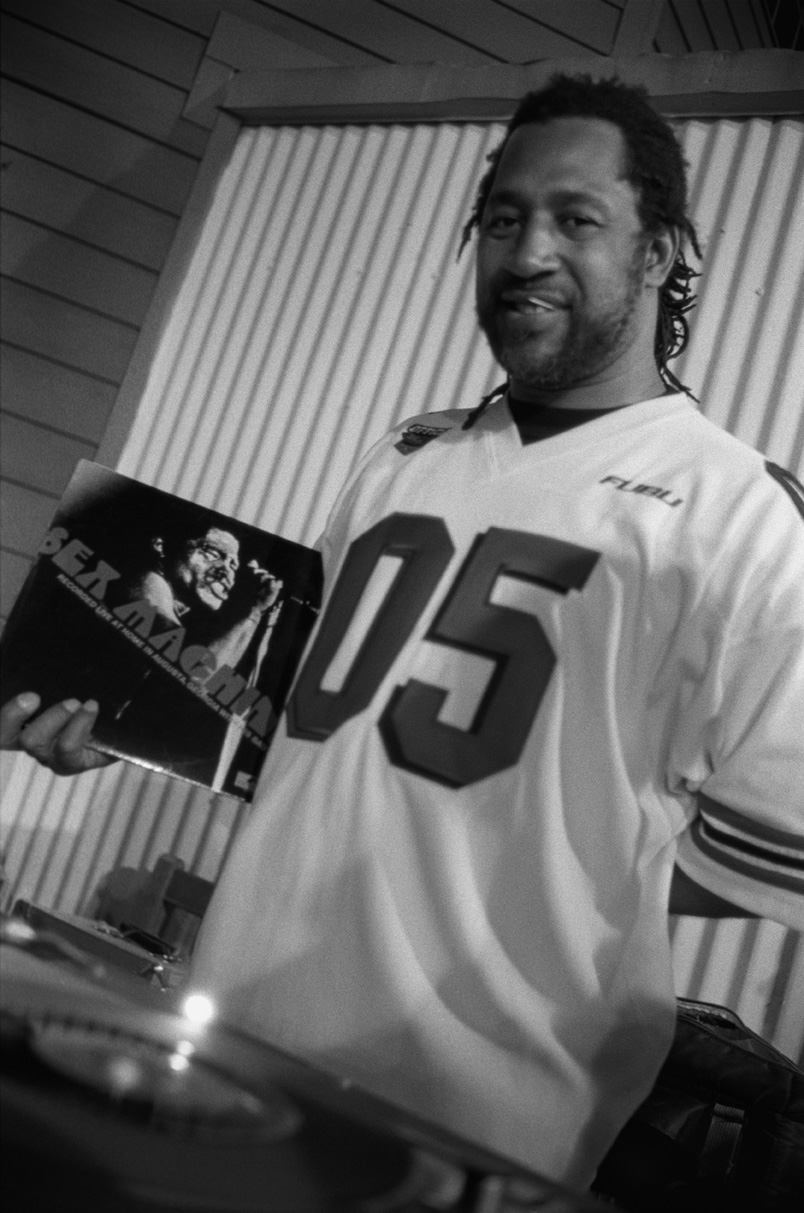
Герк в 1999 году держит альбом Джеймса Брауна Sex Machine

Его карьера диджея началась в 1973 году. 11 августа 1973 года 18-летний Кул Герк был диск-жокеем и ведущим на вечеринке в комнате отдыха на Седжвик-авеню. Вечеринка была устроена по просьбе его младшей сестры Синди. Ей не хватало денег на новые вещи для возвращения в школу после каникул, и она попросила устроить вечеринку своего брата Клайва, который для всех остальных был известен как Kool Herc. Синди закупила солодовый ликёр, пиво и содовой, а также прорекламировала вечеринку. Вместе с друзьями они сделали самодельные приглашения на учётных карточках. Все приглашения Синди писала от руки, а вход на вечеринку стоил 50 центов для юношей и 25 центов для девушек, это равнялось стоимости газировки или пачки жевательной резинки. На мероприятии присутствовало около ста подростков и родня Кэмпбеллов из Ямайки, понаехавшая отовсюду. Во время инструментальных проигрышей друг Герка, Coke La Rock, выкрикивал имена пришедших на мероприятие друзей. По словам Рока, это была первая вечеринка Герка в качестве диджея. Никто не слышал о Кул Герке до той ночи, а на следующий день он был известен во всём Бронксе.
Первая звуковая система Герка состояла из двух проигрывателей, подключённых к двум усилителям, и акустической системы Shure «Vocal Master» с двумя динамиками. В репертуаре Герка были записи из магазина Downstairs Records у станции метро на 42-й улице: «Get It Together» от Джеймса Брауна (1967), Боб Марли, «Melting Pot» от Booker T. & the M.G.’s (1971), «It’s Just Begun» от Джимми Кастора (1972), «Give It Up or Turnit a Loose» от Джеймса Брауна (1969).
О вечеринке, посвящённой возвращению в школу, распространились слухи, в связи с чем Герк и его сестра Синди стали устраивать вечеринки в комнате отдыха практически ежемесячно. Посетителями их домашних вечеринок были в основном ученики средних школ, за которыми иногда приходили родители. Родители Герка и Синди также время от времени заглядывали, чтобы посмотреть, что происходит. Вечеринки в комнате отдыха на Седжвик-авеню продолжались вплоть до лета 1974 года. Клубы Бронкса боролись с уличными бандами, диджеи в окраинах обслуживали дискотеку старшего возраста с разными устремлениями, а коммерческое радио также обслуживало демографическую группу, отличную от подростков Бронкса, поэтому вечеринки Герка, организованные и продвигаемые его сестрой Синди, имели подготовленную аудиторию.

### Уличные вечеринки (1974)
После того, как его репутация выросла, комната отдыха на Седжвик-авеню оказалась слишком маленькой, и Герк решил проводить бесплатные вечеринки в близлежащем парке Сидар (Cedar Park), где он мог выставить напоказ свою массивную акустическую систему. 25 мая 1974 года Герк впервые перенёс вечеринку на улицу в парк Сидар, где он подключился прямо к уличным фонарям, чтобы включить свою гулкую звуковую систему The Herculoids. На афише мероприятия он был представлен как DJ Kool Herc & The Herculords (Coke La Rock & DJ Clark Kent). По словам Грандмастера Флэша, в тот вечер в репертуаре Герка была запись «The Mexican» от Babe Ruth (1972). Вместе со своим другом Coke La Rock Кул Герк демонстрировал жителям Бронкса записи ямайских диджеев, таких как Count Machuki, King Stitt, U-Roy и Big Youth, во время которых они начинали танцы, выкрикивая приветствия своих друзей и произнося в микрофон небольшие рифмы. В качестве снаряжения для своих уличных вечеринок Герк стал использовать два проигрывателя Technics, микшер GLI, усилитель Mcintosh и неустановленные акустические системы. Эти мероприятия под открытым небом начали превращаться во всестороннее зрелище, там состоялись первые баттлы диджеев, представившие новаторских артистов, таких как Африка Бамбаатаа из Zulu Nation. Нельсон Джордж вспоминает вечеринку на школьном дворе:
Солнце ещё не зашло, и дети просто болтались, ожидая, что что-то произойдёт. Подъезжает фургон, выходит группа парней со столом, ящиками с пластинками. Они отвинчивают основание фонарного столба, берут своё оборудование, прикрепляют его к нему, получают электричество — Бум! У нас концерт прямо здесь, на школьном дворе, и это парень Kool Herc. А он просто стоял с вертушкой, а ребята изучали его руки. Есть люди, танцующие, но столько же людей стоят, просто наблюдая за тем, что он делает. Это было моё первое знакомство с уличным хип-хоп-диджеингом.
Однажды вечером 1974 года Герк разработал стиль, который стал образцом для хип-хоп-музыки. Герк использовал пластинку, чтобы сосредоточиться на короткой партии ударных: «брейке». Поскольку эта часть пластинки больше всего нравилась танцорам, Герк изолировал брейк и продлил его, переключаясь между двумя проигрывателями. Когда одна запись достигла конца брейка, он вернул вторую запись к началу брейка, что позволило ему расширить относительно короткий музыкальный отрывок до «пятиминутной петли ярости». Это нововведение берёт своё начало в том, что Герк назвал «каруселью» («The Merry-Go-Round»), технике, с помощью которой диджей переключался с брейка на брейк в разгар вечеринки. Эта техника специально называется «каруселью», потому что, по словам Герка, она перемещает человека «туда-сюда без промедления». Самая ранняя известная «карусель» включала в себя игру песни Джеймса Брауна «Give It Up or Turnit a Loose» (с припевом: «А теперь хлопайте в ладоши! Топайте ногами!»), а затем переход с брейка этой записи на брейк со второй пластинки «Bongo Rock» группы The Incredible Bongo Band. После брейка в «Bongo Rock» Герк использовал третью запись, чтобы переключиться на брейк в «The Mexican» английской рок-группы Babe Ruth. По словам музыкального журналиста Стивена Айвори, Герк ставил на проигрыватели две копии альбома Брауна Sex Machine 1970 года и запускал «расширенную нарезку и микс перкуссионного брейка» из «Give It Up or Turnit a Loose», что ознаменовало рождение хип-хопа.

### Би-бойз и би-гёрлз (1974—1985)
Когда Герк продлил «брейки», люди стали танцевать под них. Местные танцоры образовывали круги и прыгали с импровизированными спазмами тела в середине брейка. Герк стал называть этих парней «Брейк-бойз» (Break Boys), или просто B-Boys. Ещё один элемент хип-хопа раскрылся прямо на глазах у Герка. Герк считает, что танцоры, которых он назвал би-боями, были вдохновлены движениями Джеймса Брауна. Танцоров звали Tricksy, Wallace Dee, The Amazing Bobo, Sau Sau, Charlie Rock, Norm Rockwell, Eldorado Mike, а также Keith и Kevin, The Nigga Twins. Они танцевали boyoing (другое название — cork-and-screw), при котором би-бой в шапке с помпоном покачивался, трясся им, заставляя мячик совершать boyoing. Один из участников будущей команды Rock Steady Crew, Джеффри «Doze» Грин, впервые увидел boyoing в Северном Бронксе в 1975 году.
И когда я продлил брейки, люди были в восторге, потому что это была лучшая часть пластинки, под которую можно было танцевать, и они сходили с ума от этого — Кул Герк
«Би-бойз» и «би-гёрлз» были танцорами брейков Герка, чей танец был описан как «брейкинг» («брейк»). Герк отметил, что «брейкинг» также был уличным сленгом того времени, означавшим «возбудиться», «энергично действовать» или «вызывать беспокойство». Герк придумал термины «би-бой», «би-гёрл» и «брейкинг», которые стали частью лексикона того, что в конечном итоге будет названо хип-хоп-культурой. Ранний би-бой Кул Герка, а позже диджей-новатор Grandmixer DXT описывает раннюю эволюцию следующим образом:
 … Все образовывали круг, а би-бои шли в центр. Сначала танец был простым: коснуться пальцев ног, подпрыгнуть, вытолкнуть ногу. Потом какой-то парень упал, закрутился на четвереньках. Все сказали «вау» и пошли домой, чтобы попытаться придумать что-нибудь получше.
В 1974—1975 годах Герк создал собственную группу диджеев, би-боев и рэперов, которые собирались на его мероприятиях, чтобы устроить шоу. Он назвал команду The Herculords и в неё вошли Coke La Rock, DJ Timmy Tim with Little Tiny Feet, DJ Clark Kent the Rock Machine, The Imperial JC, Blackjack, LeBrew, Pebblee Poo, Sweet and Sour, Prince и Whiz Kid. Имя команды появлялось на листовках рядом со звуковой системой The Herculoids, которая сделала его известным. Обязанности по рэпу были переданы Coke La Rock и Теодору Пуччо.

### Выход в клубы (1975—1985)
В 1975 году благодаря загадочному граффити-имени, физическому росту и репутации небольших вечеринок, Герк стал народным героем в Бронксе. Ему исполнялось двадцать, и он хотел, чтобы более взрослая публика ценила его выступления и посещала их. Он выступал на танцах для всех возрастов в здании Полицейской атлетической лиги на Уэбстер Авеню (Webster Avenue P.A.L. на 183-й улице). Клуб The Twilight Zone («Сумеречная зона») на Джером-авеню стал его первой профессиональной площадкой после неоднократных закрытий его нелегальных вечеринок в парке Сидар. Спустя пару недель его пригласили играть в клуб The Hevalo по пятницам и субботам (ныне Баптистская церковь Спасения). Первые вечеринки в клубе The Hevalo состоялись в честь Дня благодарения 26 ноября и в рождественскую ночь 25 декабря 1975 года. По словам Герка, в его репертуаре были записи «Shaft In Africa» от Johnny Pate (1973) и чуть позже «Seven Minutes of Funk» от The Whole Darn Family (1976), и именно в клубе The Hevalo они начали видеть настоящих танцоров брейк-данса. Затем он стал играть в клубе под названием The Executive Playhouse (позже переименованном в The Sparkle на 174-й улице и Джером-авеню возле Тремонта) при полном аншлаге взрослых. Кул Герк также проявил свои таланты в клубах Hilltop 371 и Disco Fever, а также в средних школах, таких как Dodge и Taft.
В конце 1977 года Герк стал меньше заниматься диджеингом из-за травмы руки, которую он получил в результате несчастного случая. Он готовился отыграть сет в клубе The Executive Playhouse, когда в зале он услышал потасовку, вспыхнувшую между Майком-с-Огнями (Mike-with-the-Lights со школьной вечеринки Синди на Седжвик-авеню, 1520) и кем-то у двери. Майк отказал во входе трём мужчинам. Герк подошёл в качестве посредника между двумя сторонами, один из мужчин вытащил нож и трижды ударил Герка ножом в бок и ещё раз в ладонь, когда он поднял руку, чтобы закрыть лицо. Герк провёл четыре недели в больнице. После этого случая Герк стал затворником, а его эстафета была передана диджею Грандмастер Флэш, а также различным командам, стоящим за Африкой Бамбаатаа с их отточенной техникой эмсиинга над более развитыми навыками работы с проигрывателями.
В начале 1980-х годов Герк работал в музыкальном магазине в Южном Бронксе.
В 1984 году Кул Герк появился в голливудском фильме о хип-хопе Бит-стрит (Orion Pictures) в роли самого себя.
Свою последнюю вечеринку он провёл в 1985 году.

### Влияние на исполнителей
В 1975 году молодой Грандмастер Флэш, для которого Kool Herc был, по его словам, «героем», начал диджеить в стиле Герка. К 1976 году Флэш и его МС The Furious Five выступали в переполненном бальном зале Audubon на Манхэттене. Однако владельцы заведений часто нервничали из-за непослушной молодой толпы и вскоре вернули хип-хоп в клубы, общественные центры и спортивные залы средних школ Бронкса.
Африка Бамбаатаа впервые услышал Кул Герка в 1973 году. Бамбаатаа, в то время генерал печально известной банды Black Spades в Бронксе, приобрёл собственную звуковую систему в 1975 году и начал диджеить в стиле Герка, превратив своих последователей в ненасильственную Zulu Nation. Кул Герк начал использовать «Apache» The Incredible Bongo Band в качестве брейка в 1975 году. Запись стала фаворитом среди би-боев — «национальным гимном Бронкса» — и до сих пор используется в хип-хопе. Стивен Хагер писал об этом периоде:
Более пяти лет Бронкс жил в постоянном терроре уличных банд. Внезапно в 1975 году они исчезли почти так же быстро, как и появились. Это произошло потому, что на смену бандам пришло что-то лучшее. Со временем это стало называться хип-хопом.
В 1979 году исполнительный директор звукозаписывающей компании Сильвия Робинсон собрала группу, которую назвала The Sugarhill Gang, и записала «Rapper's Delight». Хит открыл эру коммерчески выпущенного хип-хопа. К концу того же года Грандмастер Флэш записывался для Enjoy Records. В 1980 году Африка Бамбаатаа начал записываться для Winley Records.
В начале 1980-х годов средства массовой информации стали называть «брейкинг» «брейк-дансом». Промоутер и сценарист Fab 5 Freddy позже классифицировал диджеинг, MC’инг, брейк-данс и граффити как четыре элемента хип-хопа, доказывая, что это не просто повальное увлечение, а полноценная культура. Граффити-теги были широко распространены в Нью-Йорке к 1971 году. Затем последовал диджеинг, когда в середине 70-х Герк боролся за первенство с двумя другими основателями хип-хопа, Африкой Бамбаатаа и Грандмастером Флэшем. Рэперы появились последними, поэтому нововведения Coke La Rock 11 августа 1973 года лишь намекнули на стиль, который завершит культурный шифр.
Кул Герк также внёс свой вклад в развитие рифмованного стиля хип-хопа, обозначив записанную музыку сленговыми фразами, заявляя: «Rock on, my mellow!», «B-boys, b-girls, are you ready? keep on rock steady», «This is the joint! Herc beat on the point», «To the beat, y’all!», «You don’t stop!». За свой вклад Герк был назван «отцом-основателем хип-хопа», «зарождающимся культурным героем» неотъемлемой частью зарождения хип-хопа по версии Time.

### Более поздние годы

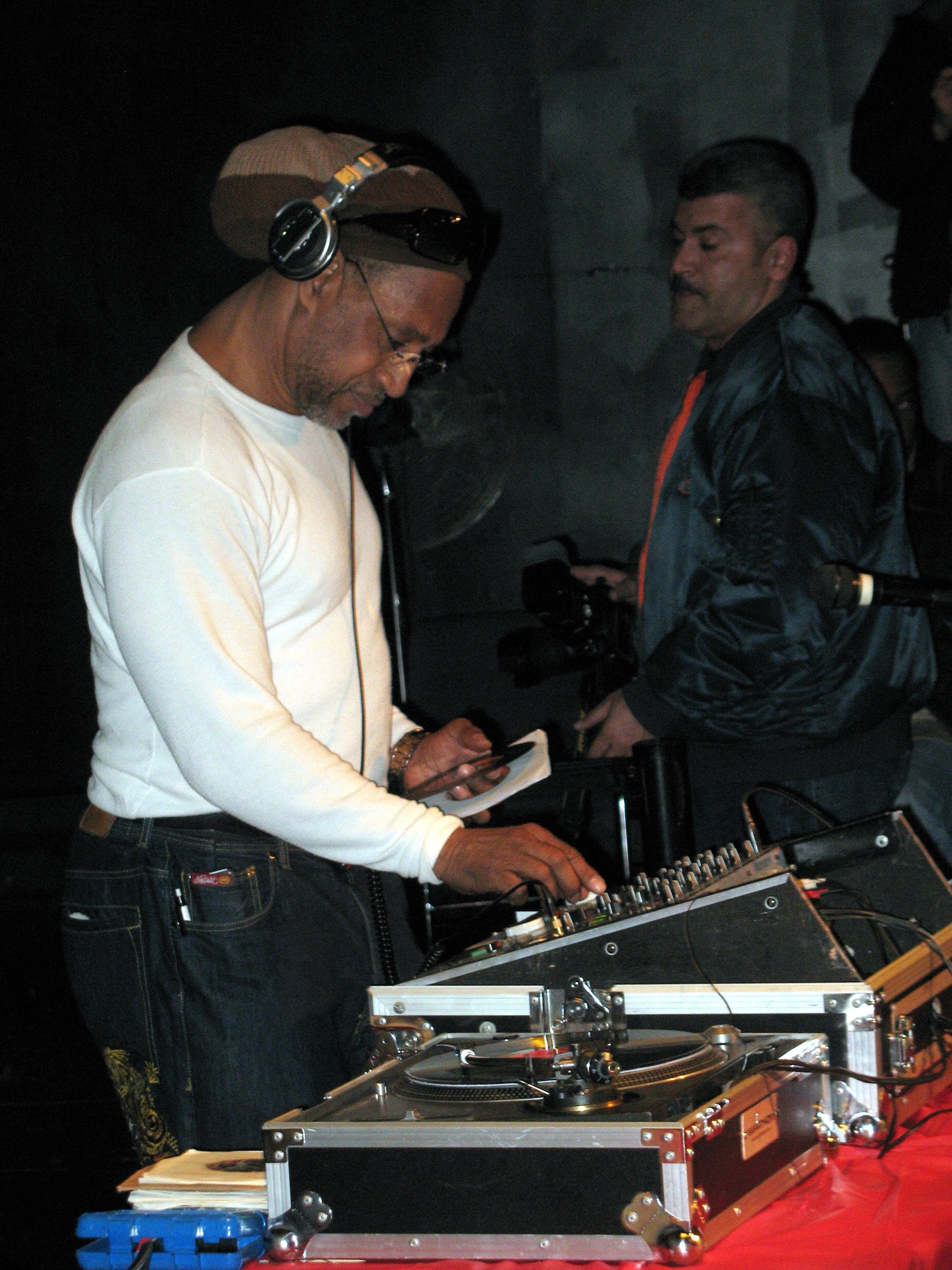
Герк крутит пластинки в районе Хантс-Пойнт в Бронксе 28 февраля 2009 года на мероприятии, посвящённом «Вест-Индийским корням хип-хопа».

В середине 1980-х умер его отец, и он пристрастился к крэк-кокаину. «Мой отец умер, моя музыка пришла в упадок, и всё изменилось. Я не мог справиться, поэтому начал принимать лекарства», — говорит он об этом периоде. Герк сводил концы с концами, работая водителем грузовика и рабочим на судостроительной верфи.
Кул Герк снова появился на публике только в начале 1990-х годов, в том числе во время интервью журналу The Source в ноябре 1993 года, где он вместе с диджеями Африка Бамбаатаа и Грандмастер Флэш ответил на вопрос, кто на самом деле изобрёл хип-хоп и кто был первым рэп-диджеем. Хотя в 90-х он время от времени получал признание на церемонии вручения наград The Source Awards, Герк отдалился от хип-хоп-сообщества и перестал быть ключевым игроком, каким он был в середине 70-х.
В 1994 году Герк появился на треке «Herc’s Message» в альбоме Super Bad от диджея Terminator X , а в 1997 году на треке «Elektrobank» в альбоме Dig Your Own Hole от The Chemical Brothers.
В 2005 году он написал предисловие к книге Джеффа Чанга о хип-хопе Can’t Stop Won’t Stop. В 2005 году он появился в видеоклипе MC Jin «Top 5 (Dead or Alive)» из альбома The Emcee's Properganda. В 2006 году он стал участвовать в увековечивании памяти хип-хопа в музеях Смитсоновского института. Он участвовал в Танцевальном параде 2007 года.
С 2007 года Герк работал над кампанией по предотвращению продажи Седжвик-авеню, 1520 застройщикам и лишения его статуса доступного жилья Mitchell-Lama. Летом 2007 года официальные лица штата Нью-Йорк объявили Седжвик-авеню, 1520 «местом рождения хип-хопа» и внесли его в национальный и государственный исторические реестры. В феврале 2008 года городской Департамент сохранения и развития жилья вынес решение против предложенной продажи на том основании, что «предложенная покупная цена несовместима с использованием собственности в качестве доступного жилищного строительства Митчелл-Лама». Они впервые вынесли такое решение по такому делу.
В 2011 году Герк появился в видеоклипе Yelawolf «Let’s Roll» (feat. Kid Rock), где его вклад признали оба исполнителя.
В феврале 2016 года у дома по адресу Седжвик-авеню, 1520 появилась табличка с надписью «Бульвар хип-хопа».
В 2019 году Кул Герк выступил в качестве рассказчика в инструментальной пластинке The Last of the Classic Beats Volume 5 (narrated by Kool Herc) американского битмейкера Mr. Green.

### Серьёзная болезнь
Согласно фан-блогу DJ Premier, веб-сайту The Source и другим сайтам, диджей Кул Герк тяжело заболел в начале 2011 года и, как сообщалось, не имел медицинской страховки. Ему сделали операцию по удалению камней в почках с установкой стента для снижения давления. Ему требовалась повторная операция, но больница Св. Варнавы в Бронксе, место, где была проведена предыдущая операция, попросила его внести залог на следующую операцию, потому что он пропустил несколько последующих посещений. (Больница отметила, что не будет отказывать незастрахованным пациентам в отделении неотложной помощи.). Диджей Кул Герк и его семья создали официальный веб-сайт, на котором он рассказал о своей медицинской проблеме и поставил перед собой более масштабную цель — создать фонд DJ Kool Herc Fund для разработки долгосрочных решений в области здравоохранения. В апреле 2013 года Кэмпбелл оправился после операции и перешёл на постмедицинский уход.

## Дискография

### Участие
- Terminator X — «Herc’s Message» from Super Bad (1994)[60]
- The Chemical Brothers — «Elektrobank» from Dig Your Own Hole (1997)[61]
- Substantial — «Sacrifice» from Sacrifice (2008)[62]
- Mr. Green[англ.] — The Last of the Classic Beats Volume 5 (narrated by Kool Herc) (2019)